# Île Hernando
L'île Hernando (en anglais : Hernando Island) est une des îles Discovery, en Colombie-Britannique, au Canada. 
Avec l'île voisine de Cortes, elle a été nommée lors de l'expédition de Galiano et Valdés, probablement en l'honneur d'Hernán Cortés, le conquérant espagnol du Mexique.